# Nicola Turchi
Nicola Turchi (Roma, 8 gennaio 1882 – Roma, 16 novembre 1958) è stato un presbitero, storico e traduttore italiano, ricordato come storico delle religioni e prete vicino al modernismo.

## Biografia
Nicola Turchi fu ordinato sacerdote nel 1904, dopo avere frequentato il Seminario Romano Maggiore dove ebbe fra i suoi compagni Ernesto Buonaiuti, di cui rimase sempre amico e sodale. Condivise gli ideali del movimento modernista; per esempio, redasse le pagine di critica neotestamentaria del Programma dei Modernisti e le prime due Lettere di un prete modernista e per la vicinanza ai modernisti fu esautorato dall'insegnamento nel collegio di Propaganda Fide già nel 1910. Turchi tradusse nel 1911 la Storia della Chiesa antica [Histoire ancienne de l’Église] del Duchesne, opera che fu inserita nell'Indice dei libri proibiti dopo la traduzione in lingua italiana. Contribuì inoltre attivamente alle riviste promosse dal Buonaiuti; in particolare diresse nel 1919-20 Religio, la rivista continuazione della Rivista di scienza delle religioni i cui promotori (oltre a Ernesto Buonaiuti e a Nicola Turchi, anche Bachisio Raimondo Motzo e Primo Vannutelli) furono sospesi a divinis il 12 aprile 1916 e riammessi il 13 luglio 1916 quando i quattro accettarono di pronunciare il cosiddetto giuramento antimodernista, dopo che il cardinal Gasparri, segretario di Stato vaticano, ebbe assicurato che questo non avrebbe rappresentato un ostacolo alla libertà scientifica. Turchi riuscì a rimanere nella Chiesa Cattolica, ma mantenne i rapporti con Buonaiuti anche dopo la scomunica di quest'ultimo (1926). Nicola Turchi fu libero docente di storia delle religioni nelle università di Roma e Firenze, fu redattore dell'Enciclopedia Italiana e svolse anche attività divulgatrice d'alto livello sull'intero campo della storia delle religioni, soprattutto sulle religioni misteriche nel mondo antico

## Riconoscimenti
- 1955 - Premio Feltrinelli dell'Accademia dei Lincei per la Storia[12].

## Opere
Monografie
- Manuale di storia delle religioni, Milano, F.lli Bocca, 1912.
- Nicola Turchi e Ernesto Buonaiuti, L'isola di smeraldo : impressioni e note di un viaggio in Irlanda, Torino, F.lli Bocca, 1914.
- Dei metodi storico ed etnologico nello studio della storia delle religioni, Roma, Tip. Del Senato di G. Bardi, 1919.
- Fontes historiae mysteriorum aevi Hellenistici Graecis et Latinis scriptoribus selegit brevi adnotatione instruxit Nicolaus Turchi, Roma, Libreria di Cultura, 1923.
- Le religioni misteriosofiche del mondo antico, Roma, Libreria di scienze e lettere di G. Bardi, 1923.
- Saggi di storia delle religioni, Foligno, F. Campitelli, 1924.
- La religione di Roma antica, Bologna, Cappelli, 1939.
- Storia delle religioni (2 voll.), Firenze, G. C. Sansoni, 1954.

Traduzioni
- Louis Duchesne, Storia della Chiesa antica : prima traduzione italiana sulla quinta edizione francese riveduta ed approvata dall'Autore (3 voll.) [Histoire ancienne de l’Église], Roma, Desclée e C.i., 1911. (Vol. I, Vol. II, vol.III)